# David Dalmo
David Dalmo, född 5 september 1972 är en professionell dansare som började sin karriär som tävlingsdansare i Lindy Hop där han nått stora framgångar med bland annat 3 SM-guld och 1 VM-guld. Han är en av grundarna till dansgruppen BouncE Streetdance Company.

## Teater

### Roller
| År   | Roll          | Produktion                                                                      | Regi             | Teater                 |
| ---- | ------------- | ------------------------------------------------------------------------------- | ---------------- | ---------------------- |
| 2002 | Mike          | A Chorus Line James Kirkwood, Nicholas Dante, Edward Kleban och Marvin Hamlisch | Staffan Aspegren | Göteborgsoperan        |
| 2014 | Harrison Jury | Chicago John Kander, Fred Ebb och Bob Fosse                                     | Roine Söderlundh | Stockholms stadsteater |
| 2015 | Dansare       | Cabaret John Kander, Fred Ebb och Joe Masteroff                                 | Ronny Danielsson | Stockholms stadsteater |
| 2016 | Ensemble      | Bullets over Broadway Woody Allen                                               | Emma Bucht       | Göta Lejon             |

### Koreografi
| År   | Produktion           | Upphovsmän                    | Regi               | Teater                 |
| ---- | -------------------- | ----------------------------- | ------------------ | ---------------------- |
| 2012 | From Sammy with love | Jonna Nordenskiöld            | Jonna Nordenskiöld | Stockholms stadsteater |
| 2022 | Dansa Rennie!        | Rennie Mirro och Ola Lindholm | Ola Lindholm       | Riksteatern            |

### Fotnoter
1. ↑  ”A Chorus Line”. Göteborgsoperan. Arkiverad från originalet den 5 mars 2018. https://web.archive.org/web/20180305202601/http://sv.opera.se/forestallningar/a-chorus-line-2002-2003/. Läst 6 mars 2018.
2. ↑  ”Cabaret”. Stockholms stadsteater. http://kulturhusetstadsteatern.se/Teater/Pjaser/2015/Cabaret/. Läst 7 september 2015.
3. ↑  ”Bullets over Broadway”. Göta Lejon. Arkiverad från originalet den 5 september 2016. https://web.archive.org/web/20160905182239/http://www.gotalejon.se/forestallningar/bullets-over-broadway/#stor-orkester-och-ensemble. Läst 7 september 2016.
4. ↑  ”Dansa Rennie!”. Riksteatern. Arkiverad från originalet den 27 februari 2022. https://web.archive.org/web/20220227145414/https://www.riksteatern.se/forestallningar/dansa-rennie-/202203041900-95319G. Läst 27 februari 2022.